# 신용카드부정사용죄
신용카드부정사용죄(信用卡不正使用罪)는 대한민국의 여신전문금융업법상 범죄이다. 부정사용에 해당하는 경우로는 신용카드 등을 위조하거나 변조한 자, 위조되거나 변조된 신용카드 등을 판매하거나 사용한 자, 행사할 목적으로 위조되거나 변조된 신용카드 등을 취득한 자, 거짓이나 그 밖의 부정한 방법으로 알아낸 타인의 신용카드 정보를 보유하거나 이를 이용하여 신용카드로 거래한 자 등이며 위 신용카드 등을 위조하거나 변조할 목적으로 예비하거나 음모한 자는 3년 이하의 징역 또는 2천만원 이하의 벌금에 처해지고 다만, 그 목적한 죄를 실행하기 전에 자수한 자에 대하여는 그 형을 감경하거나 면제한다(「여신전문금융업법」 제70조제6항). 미수범은 불가벌이다.

## 판례

### 카드 제시가 기수인지 여부
- 단순히 신용카드를 제시하는 행위만으로는 신용카드부정사용죄의 실행에 착수한 것에 불과하고 그 사용행위를 완성한 것으로 볼 수 없다.[1]
- 여신전문금융업법 제70조 제1항 소정의 부정사용이라 함은 신용카드나 직불카드의 본래의 용법에 따라 사용하지 않는 경우를 말하는 것이므로 절취한 직불카드로 예금을 인출한 행위는 부정사용의 개념에 포함될 수 없다.[2]
- 신용카드의 사용이라 함은 신용카드의 소지인이 신용카드의 본래 용도인 대금결제를 위하여 가맹점에 신용카드를 제시하고 매출표에 서명하여 이를 교부하는 일련의 행위를 가리키고 단순히 신용카드를 제시하는 행위만을 가리키는 것은 아니라고 할 것이므로, 위 매출표의 서명 및 교부가 별도로 사문서위조 및 동행사의 죄의 구성요건을 충족한다고 하여도 이 사문서위조 및 동행사의 죄는 위 신용카드부정사용죄에 흡수되어 신용카드부정사용죄의 1죄만 성립하고 별도의 사문서위조 및 동행사의 죄는 성립하지 않는다.[3]
- 유흥주점 업주가 과다한 술값 청구에 항의하는 피해자들을 폭행 또는 협박하여 피해자들로부터 일정 금액을 지급받기로 합의한 다음 피해자들이 결제하라고 건네준 신용카드로 합의에 따라 현금서비스를 받거나 물품을 구입한 경우, 신용카드에 대한 피해자들의 점유가 피해자들의 의사에 기하지 않고 이탈하였거나 배제되었다고 보기 어려워 여신전문금융업법상의 신용카드 부정사용에 해당하지 않는다고 한 사례이다.[4]

### 미수
- 대금을 결제하기 위하여, 절취한 타인의 신용카드를 제시하고 신용카드회사의 승인까지 받았으나 매출전표에 서명한 사실이 없고 도난카드임이 밝혀져 최종적으로 매출취소로 거래가 종결되었다면 여신전문금융업법상 신용카드부정사용의 미수행위에 해당하나, 여신전문금융업법에 위와 같은 미수행위를 처벌하는 규정이 없어 무죄이다[5]

## 같이 보기
- 사기죄
- 사문서위조죄
- 사문서위조행사죄
- 절도죄
- 컴퓨터등사용사기죄